# HD 37055
HD 37055，又名BD-03 1146，SAO 132332、HR 1900，是一颗恒星，视星等为6.4，位于銀經207.04，銀緯-18.33，其B1900.0坐标为赤經5h 30m 36.1s，赤緯-3° -18.33′ 5″。